# Protaetia orientalis
Protaetia orientalis es una especie de escarabajo del género Protaetia, familia Scarabaeidae. Fue descrita científicamente por Gory & Percheron en 1833.
Especie nativa de la región paleártica. Habita en China, Corea y Japón.

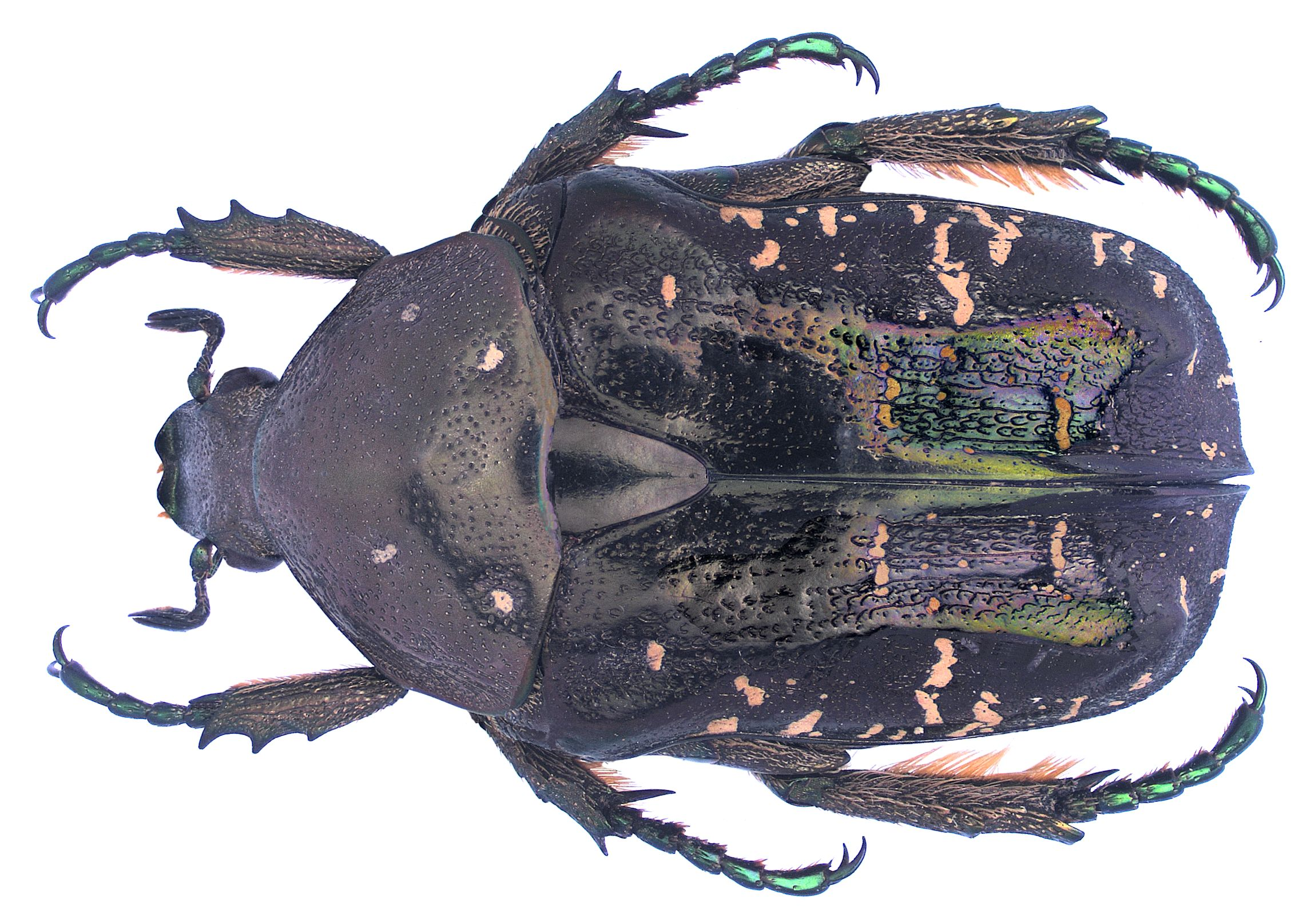
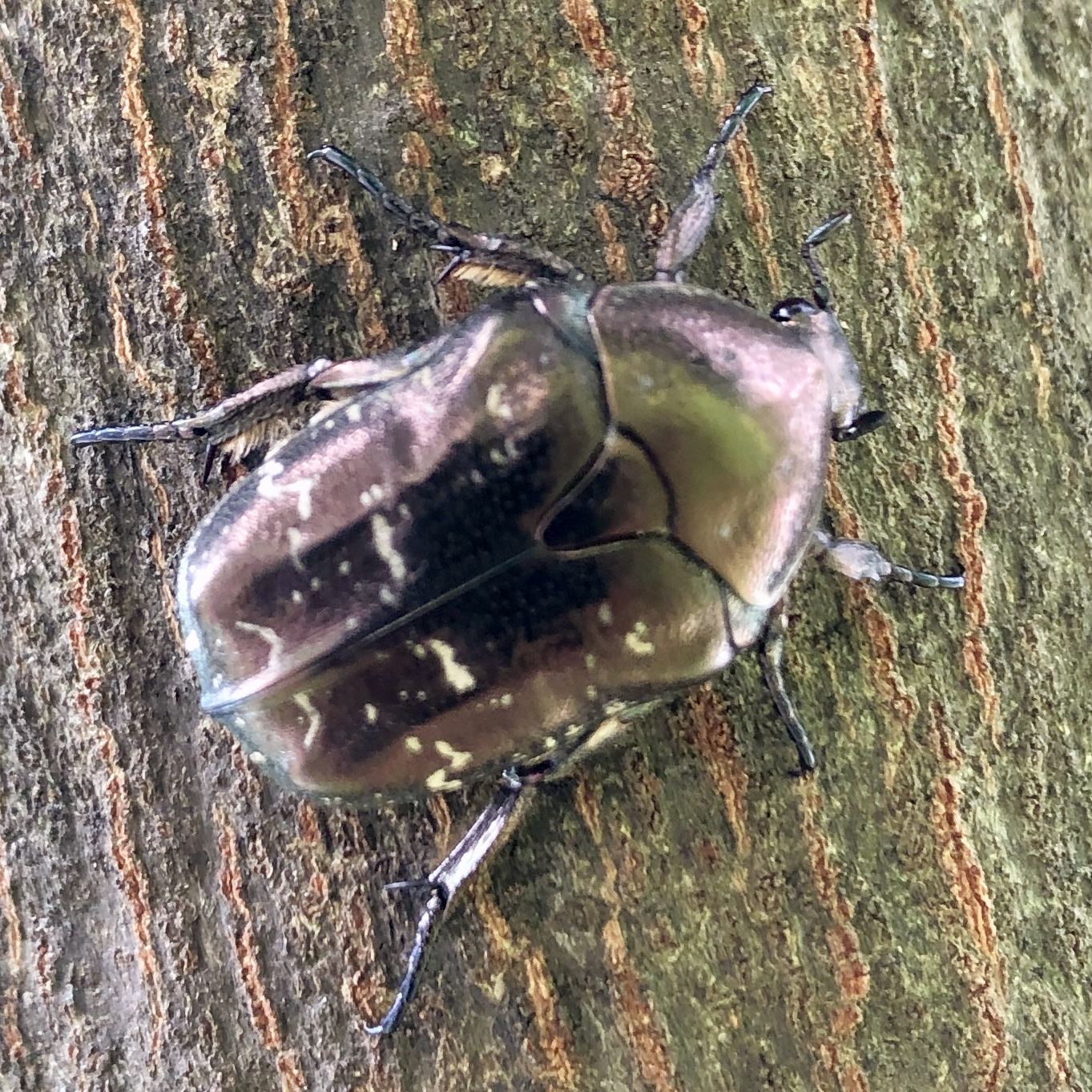
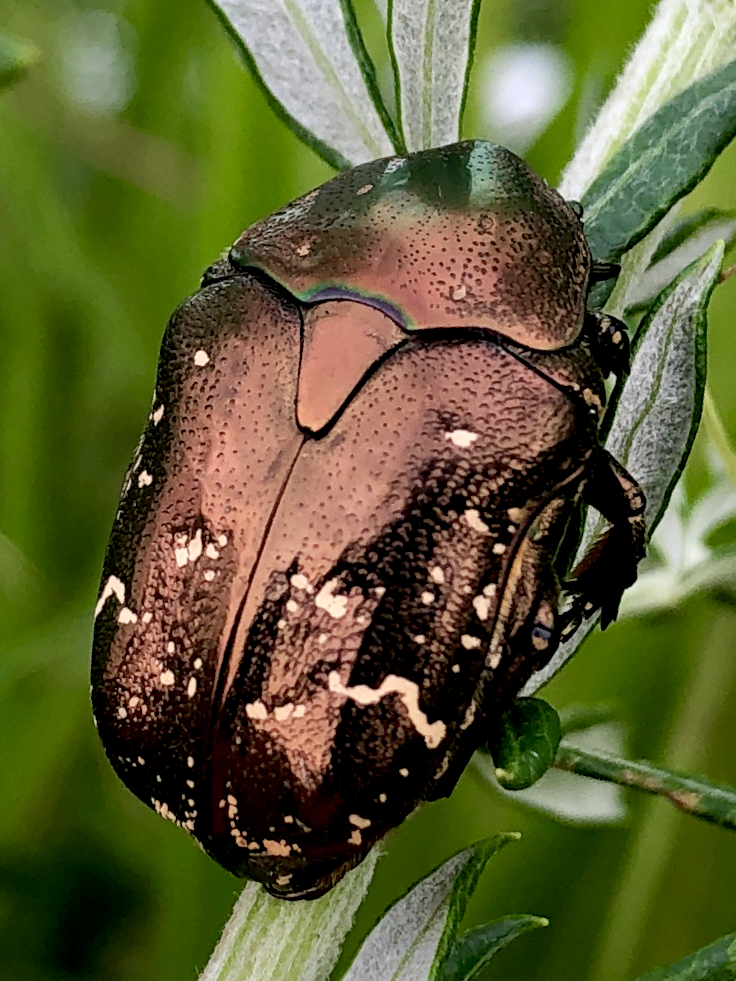
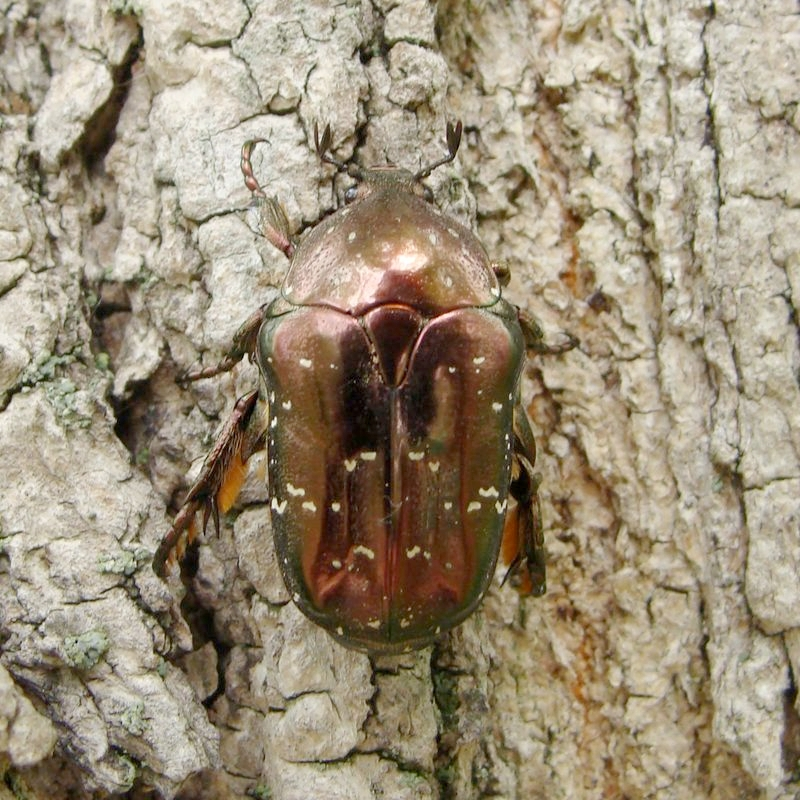